# Chelidura carpathica
Chelidura carpathica – gatunek skorka z rodziny skorkowatych i podrodziny Anechurinae.
Gatunek ten po raz pierwszy opisany został w 1990 roku przez Henrika Steinmanna i B. Kisa.
Skorek ten ma stosunkowo krępe ciało, u samca osiągające 12 mm długości mierzonej wraz ze szczypcami, natomiast samica pozostaje nieznana nauce. Głowa ma oczy znacznie krótsze od skroni oczy. Czułki buduje co najmniej 12 członów, z których pierwszy jest krótszy niż rozstaw czułków, drugi jest kwadratowy, trzeci jest walcowaty i dłuższy niż prawie walcowaty człon czwarty. Poprzeczne przedplecze ma nieco rozszerzone ku tyłowi krawędzie boczne, zaokrągloną krawędź tylną, zaokrąglone kąty przednie i tylne oraz podłużną bruzdę przez środek powierzchni. Pod szczątkowymi, bardzo krótkimi pokrywami brak jest skrzydeł tylnej pary. Odnóża są dość krótkie, zwyczajnie wykształcone. Przypłaszczony odwłok rozszerza się do ósmego segmentu i ma tergity trzeci i czwarty z wyraźnymi podgięciami gruczołowe na bokach. Poprzeczne, mniejsze niż u C. chelmosensis pygidium cechują drobne guzki pośrodku ściętej krawędzi tylnej. Przedostatni ze sternitów ma niezmodyfikowaną budowę i szeroko zaokrągloną krawędź tylną. Przysadki odwłokowe (szczypce) mają szeroko rozstawione, dość słabo łukowato wygięte ramiona o części nasadowej nieco trójkątnej w przekroju i ze stosunkowo dużym zębem na brzusznej stronie jej krawędzi wewnętrznej, a częściach środkowej i wierzchołkowej w przekroju walcowatych. Narządy rozrodcze samca charakteryzują się szeroką, acz węższą od środka garbatych paramerów zewnętrznych płytką centralną oraz krótką, liściowatą, zaopatrzoną w silnie zesklerotyzowany pęcherzyk nasadowy virgą w płacie genitalnym.
Owad palearktyczny, europejski, endemiczny dla rumuńskiej części Karpat.